# Chersotis andereggii
Chersotis andereggii is een vlinder uit de familie uilen (Noctuidae). De wetenschappelijke naam is voor het eerst geldig gepubliceerd in 1832 door Boisduval.
De soort komt voor in Europa.